# Фастович, Вячеслав Ксаверьевич
Вячесла́в Ксаве́рьевич Фасто́вич (20 сентября 1911 — 21 марта 2001) — советский кинооператор. Заслуженный деятель искусств РСФСР (1969).

## Биография
Окончил рабфак в 1934 году.
Оператор-постановщик киностудии «Ленфильм» с 1931 года. Член КПСС с 1957 года.
Заслуженный деятель искусств РСФСР (1969).

## Фильмография
- 1955 — Чужая родня
- 1956 — Солдаты
- 1957 — Рассказы о Ленине
- 1957 — Всего дороже
- 1957 — Бессмертная песня
- 1959 — Загадка Н. Ф. И.
- 1959 — Поднятая целина
- 1962 — Дикая собака динго
- 1964 — Весенние хлопоты
- 1965 — Авария
- 1967 — Свадьба в Малиновке
- 1968 — Моабитская тетрадь
- 1971 — Месяц август
- 1973 — Крах инженера Гарина